# Sighignola

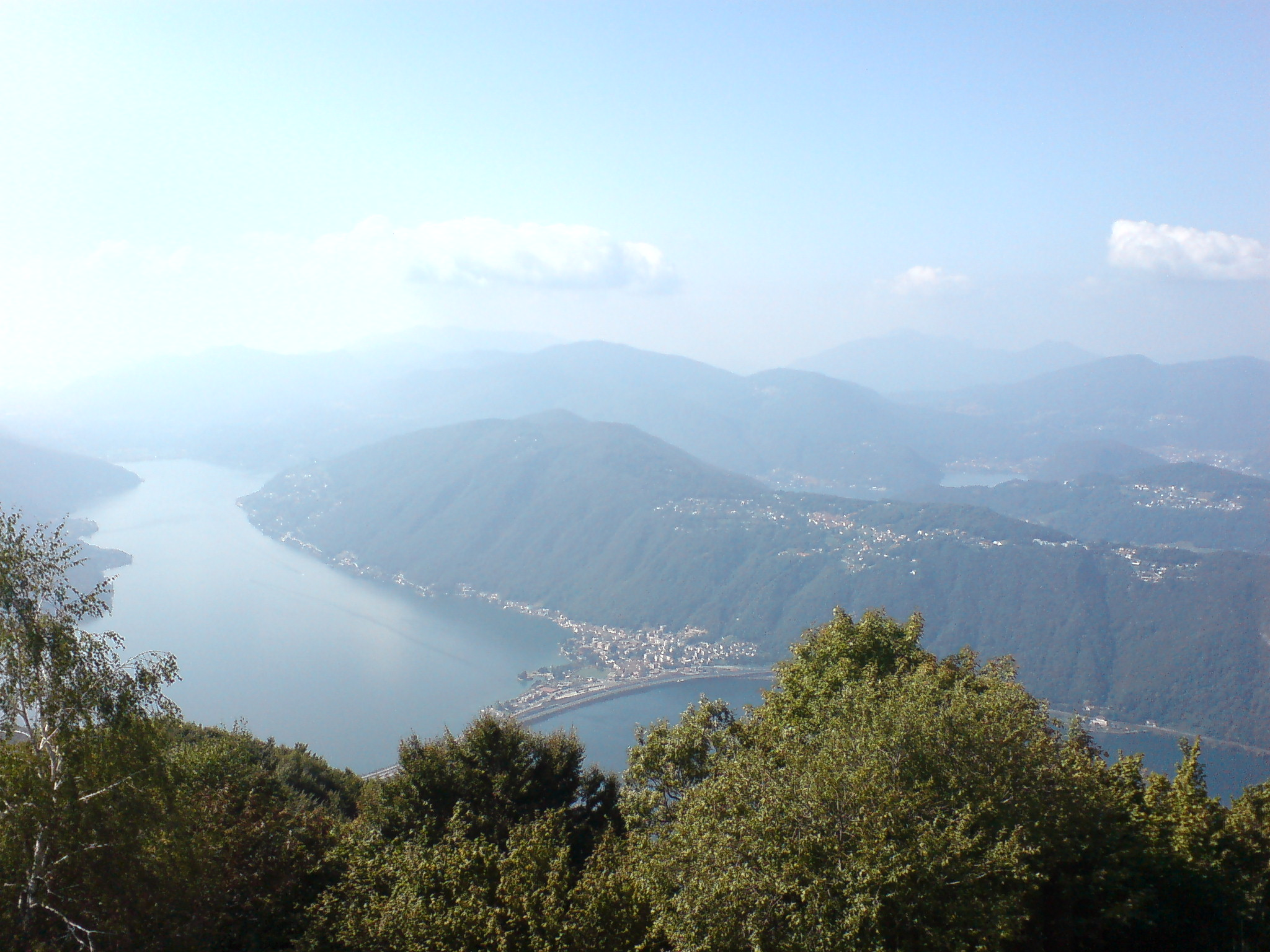
Vista panoramica su Melide e il ponte a metà lago.

La Sighignola è una montagna delle Prealpi Luganesi, alta 1.320 m. Si trova sul confine italo-svizzero, tra il comune italiano di Alta Valle Intelvi (dove si trova la cima) e quelli svizzeri di Arogno e Lugano.
Sulla cima vi è una cappella degli alpini e poco sotto il balcone d'Italia da cui si ammira la vista su un'ampia porzione del lago di Lugano e in particolare su Campione d' Italia, Lugano e Melide col ponte che attraversa il lago.
Dagli anni'70 doveva essere costruita una funivia verso Campione d'Italia dalla porzione sottostante Svizzera ma la struttura inutilizzata fu abbattuta nel 2012, rimangono solo le fondamenta e il motore della funivia.
La particolarità del monte sta nel fatto che 1/4 del territorio (porzione est), compresa la cima, è Italiana mentre i restanti 3/4 son svizzeri.

## Descrizione
Il versante orientale (italiano) non si distacca molto dalla piana sottostante, presentandosi dolce e boscoso. Quello occidentale (svizzero) è invece molto più pronunciato e scosceso, precipitando, con un dislivello di oltre 1.000 metri, direttamente nel Lago di Lugano. La vetta è anche il punto culminante della Val d'Intelvi, e può essere raggiunta partendo dalla località di Lanzo attraverso una strada piuttosto tortuosa, costruita poco prima dello scoppio della prima guerra mondiale, nell'ambito dei lavori di realizzazione della Frontiera Nord (il sistema difensivo italiano verso la Svizzera, noto come Linea Cadorna), resti della quale sono ancora oggi visibili nei pressi del balcone panoramico.
Sulla cima della montagna, oltre ad una piccola cappella, era allestito un ristorante (oggi chiuso). L'attrattiva principale, tuttavia, resta il terrazzo panoramico posto proprio sul confine, ma ancora in territorio italiano. Da esso si può ammirare (specie nelle giornate terse) una spettacolare vista, soprattutto in direzione ovest, che spazia dal vicino Ceresio fino a diversi quattromila delle Alpi. La cima più alta visibile è quella del Monte Rosa, ma si intravede pure il Cervino. Proprio per questo motivo il sito prende il nome di Balcone d'Italia.

## La strada della Sighignola
L'opera stradale che la collega a Lanzo fu progettata e finanziata (con il determinante concorso di un anonimo mecenate) dal Touring Club Italiano a partire dal 1912. Fu Luigi Vittorio Bertarelli, già fondatore del sodalizio, a volere fortemente la realizzazione dell'opera, intendendo dotare il punto panoramico di un nuovo, comodo collegamento, al fine di favorire l'afflusso degli escursionisti, e consentire loro di trovare sulla vetta un confortevole punto di sosta e di ristoro. La strada troverà il suo compimento già l'anno successivo. Poco dopo, nell'aprile 1914, entrerà in funzione il ristorante.

## La funivia
Nel 1969 la Società anonima funivia Campione approvò il progetto di una funivia che, a partire dal 1970, avrebbe dovuto collegare la cima con la sottostante Campione d'Italia, dando impulso al turismo locale. Tuttavia, furono costruite solo le intelaiature in cemento armato, che negli anni assunsero il ruolo di scempio ambientale.
A partire da inizio 2009, una collaborazione ufficiale italo-svizzera doveva rendere possibile l'abbattimento della struttura; l'accordo è stato poi raggiunto, e il 22 agosto 2011 il cantiere è stato aperto con il montaggio della gru necessaria ai lavori. Nel mese di luglio 2012, con la demolizione quasi totale della stazione di arrivo, è terminata la prima parte dei lavori previsti.

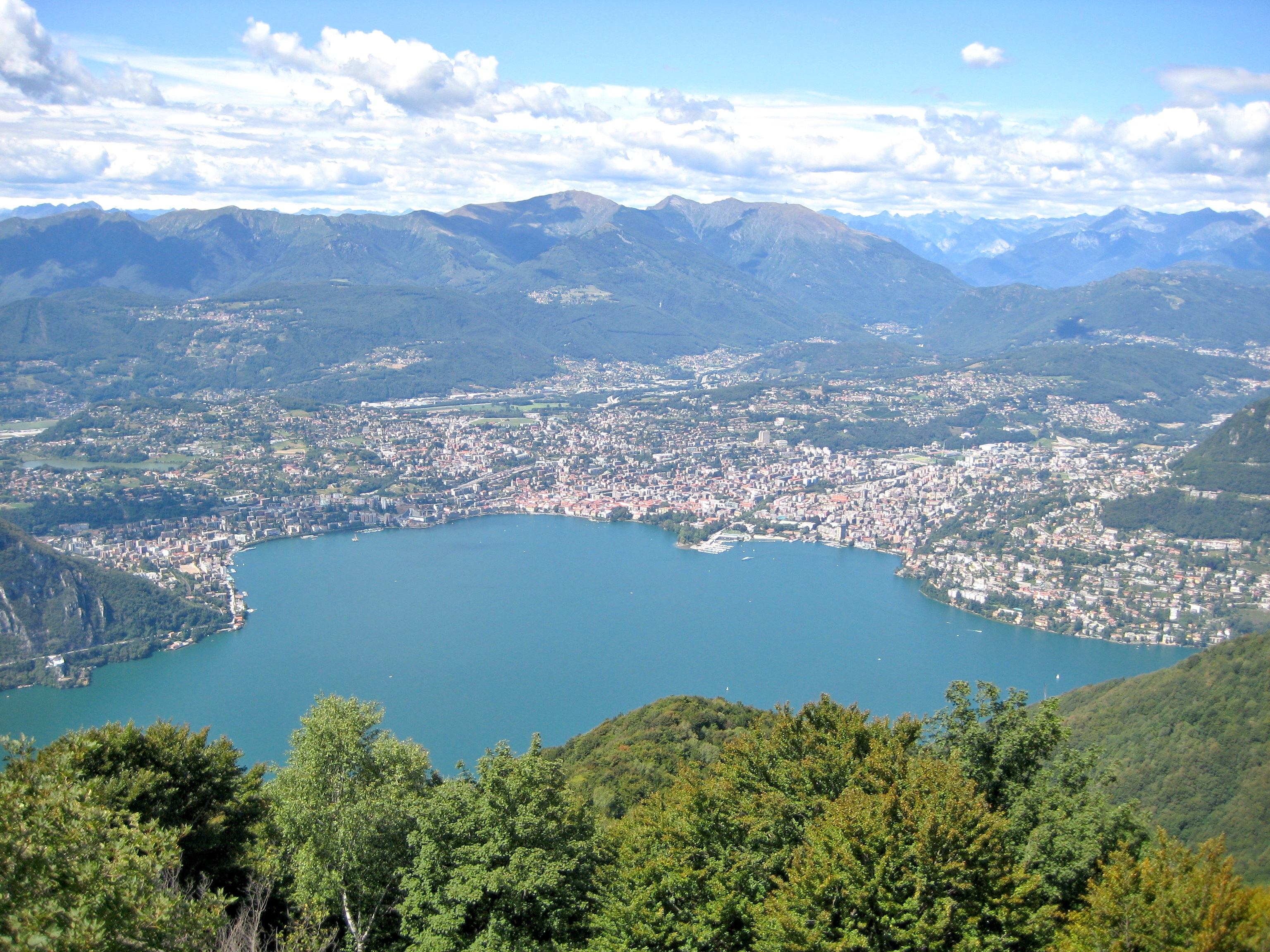
La città di Lugano in Svizzera come si vede dal Balcone d'Italia.

## Sport Invernali
Sulla sommità della Sighignola, in territorio di Lanzo d'Intelvi è attiva una stazione sciistica, l'ultima ancora funzionante in Provincia di Como.

La stazione nacque nei primi anni settanta, quando venne costruito lo skilift Creggio e la manovia Baby. Durante i primi anni di apertura si registrò un buon afflusso di clientela. Nei primi anni Ottanta venne così realizzato un secondo skilift, denominato Boscone, a servizio della parte alta delle piste servite dallo skilift Creggio.

Negli anni novanta la stazione, anche a causa delle scarse nevicate, registrò un calo di presenze. Nel 2003 il termine della "vita tecnica" e l'impossibilità di investire somme ingenti in un nuovo impianto, determinarono la dismissione dello skilift Creggio.

La stazione sciistica rimase quindi aperta limitatamente allo skilift Boscone ed alla manovia Baby. Quest'ultima venne, in seguito, sostituita con un moderno tapis roulant.
La località si dotò, inoltre, di un piccolo e modesto impianto di innevamento artificiale, in grado di assicurare un'apertura costante, almeno della pista Baby.

L'inverno 2017/2018 ha visto l'inaugurazione della nuova sciovia "Boscone" in sostituzione del precedente impianto ormai molto datato. La nuova sciovia, di costruzione CCM Finotello è in realtà i l riposizionamento di un impianto usato, proveniente dal comprensorio appenninico di Monte Catria.  Per il futuro l'obiettivo più ambizioso dei gestori, rimane quello di realizzare, con un contributo pubblico, una seggiovia biposto sul tracciato dello skilift Creggio, in modo da rivitalizzare la bella pista Sighignola-Lanzo.

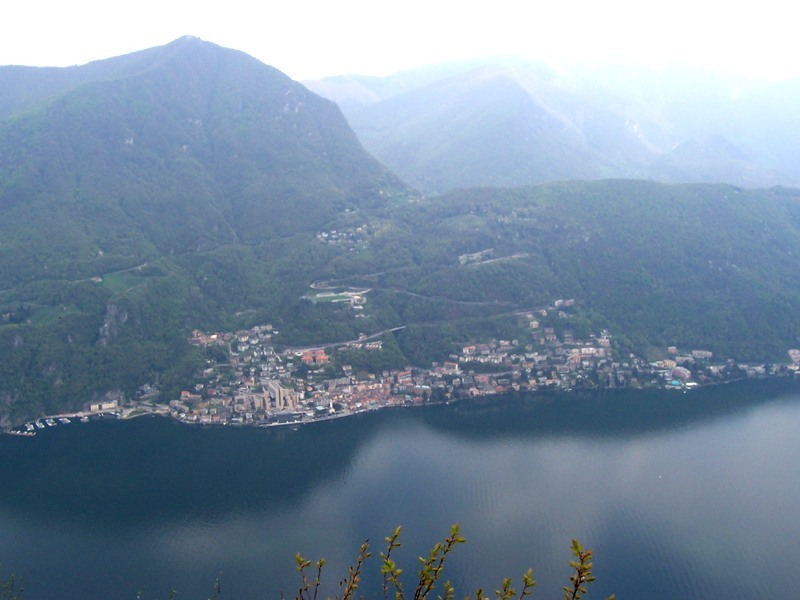
La Sighignola sul versante svizzero domina l'exclave italiana di Campione d'Italia